# Marco Nicolini
Marco Nicolini (ur. 15 września 1970 w Piove di Sacco) – sanmaryński polityk i pisarz, parlamentarzysta, od 1 kwietnia 2021 do 1 października 2021 kapitan regent San Marino wraz z Mirko Dolcinim.

## Życiorys
Urodził się jako syn Sanmaryńczyka i Włoszki, wychowywał się w Padwie. W młodości trenował boks i kajakarstwo, wygrywając kilkukrotnie w mistrzostwach Włoch junioróww drugiej z dyscyplin. Ukończył studia na wydziale języków i literatury obcej Uniwersytetu w Urbino. Do 1999 zatrudniony w sektorze turystycznym, mieszkał zagranicą. Następnie przeniósł się do San Marino, gdzie rozpoczął pracę w branży finansowej i w banku. W 2015 próbował samodzielnie przepłynąć na kajaku Morze Adriatyckie, co utrudniły warunki atmosferyczne. Od 2015 publikował na swoim profilu na Facebooku opowiadania dotyczące boksu. Opowiadania te wydano w dwóch antologiach, w 2020 opublikował także zbiór opowiadań na inne tematy.
Związał się z Movimento Civico R.E.T.E., w 2016 i 2019 wybierano go posłem do Wielkiej Rady Generalnej. Został przewodniczącym delegacji San Marino do Zgromadzenia Parlamentarnego Rady Europy, gdzie zasiadł we frakcji zjednoczonej lewicy. W marcu 2021 wybrany na jednego z dwóch kapitanów regentów San Marino na półroczną kadencję rozpoczynającą się z dniem 1 kwietnia 2021. 
Żonaty z Rebeccą, ma dwoje dzieci.